# Głęboczanka
Głęboczanka – potok, prawy dopływ Popradu o długości 3,89 km i powierzchni zlewni 5,14 km².
Potok płynie w Beskidzie Sądeckim. Jego źródła znajdują się na wysokości ok. 830 m n.p.m. pod granią główną Pasma Jaworzyny, pomiędzy Makowicą a Zadnimi Górami. Spływa w południowym kierunku, uchodząc do Popradu w miejscowości Głębokie na wysokości ok. 352 m n.p.m.
Niemal cała zlewnia Głęboczanki znajduje się w obrębie miejscowości Głębokie położonej w dolinie tego potoku. Zasilany jest kilkoma ciekami spływającymi z dwóch bocznych grzbietów Pasma Jaworzyny, pomiędzy którymi spływa do Popradu. Od strony zachodniej jest to grzbiet Makowicy z polanami Cyrla i Kretówki, od strony wschodniej grzbiet odchodzący od grani głównej Pasma Jaworzyny ze szczytami: Zadnie Góry, Skała, Cycówka, Dermanowski Wierch i Bystra.

## Przypisy

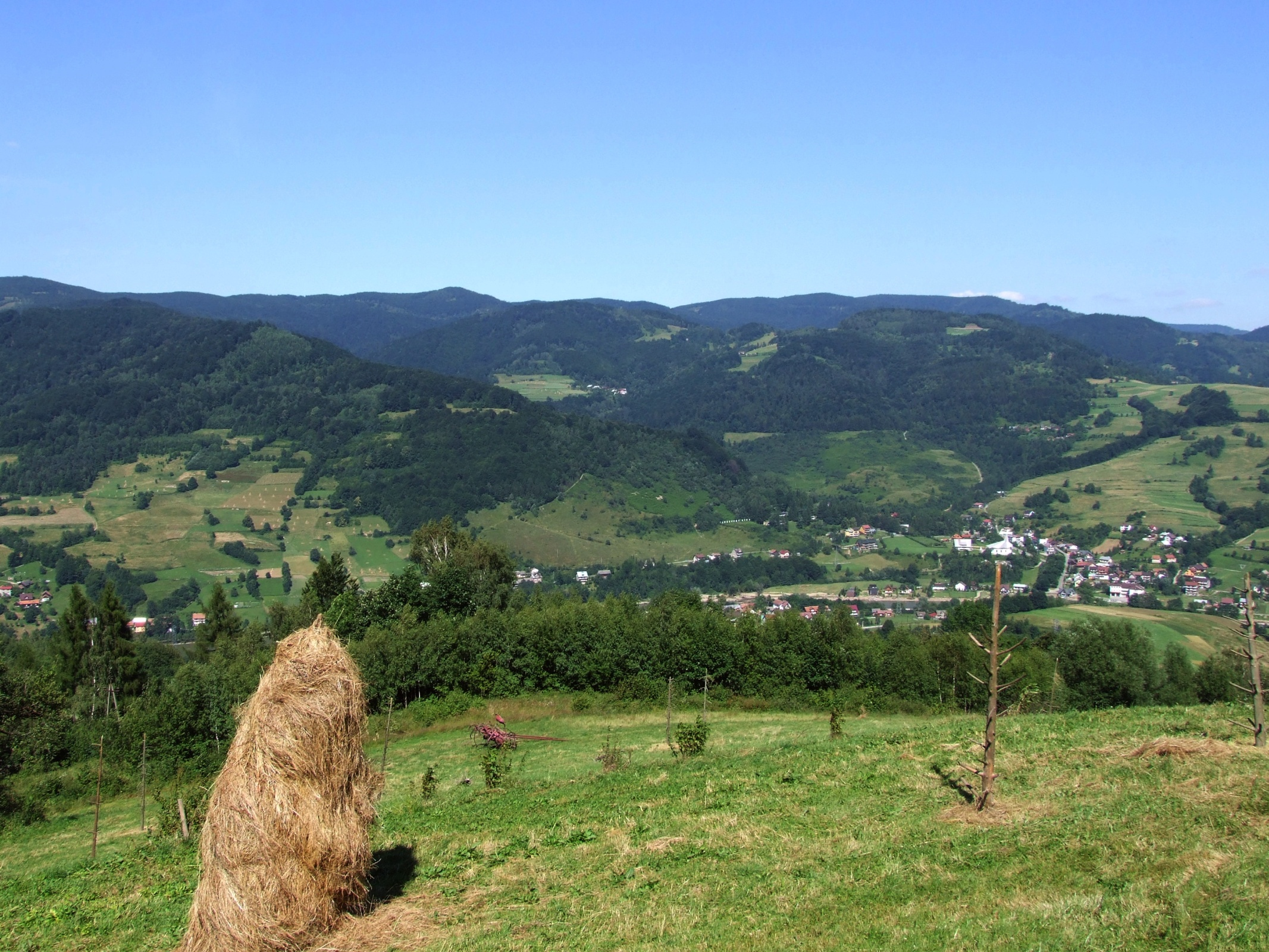
Dolina Głęboczanki